# غاري د. روبسون
غاري د. روبسون (بالإنجليزية: Gary D. Robson)‏ هو كاتب للأطفال وكاتب أمريكي، ولد في 11 مايو 1958 في بكبسي في الولايات المتحدة.